# Berliner Siedlung
Berliner Siedlung ist ein Wohnplatz der Stadt Treuenbrietzen im Landkreis Potsdam-Mittelmark in Brandenburg. Der Wohnplatz liegt nordöstlich des Stadtzentrums und dort östlich der Bundesstraße 2, die von Nordosten kommend in südwestlicher Richtung nach Treuenbrietzen führt. Westlich der Bundesstraße fließt die Nieplitz von Südwesten kommend in nordöstlicher Richtung vorbei. Nordöstlich der Wohnbebauung liegt Niebel, ein Ortsteil der Stadt.